# Aegomorphus
Aegomorphus es un género de escarabajos longicornios de la subfamilia Lamiinae.

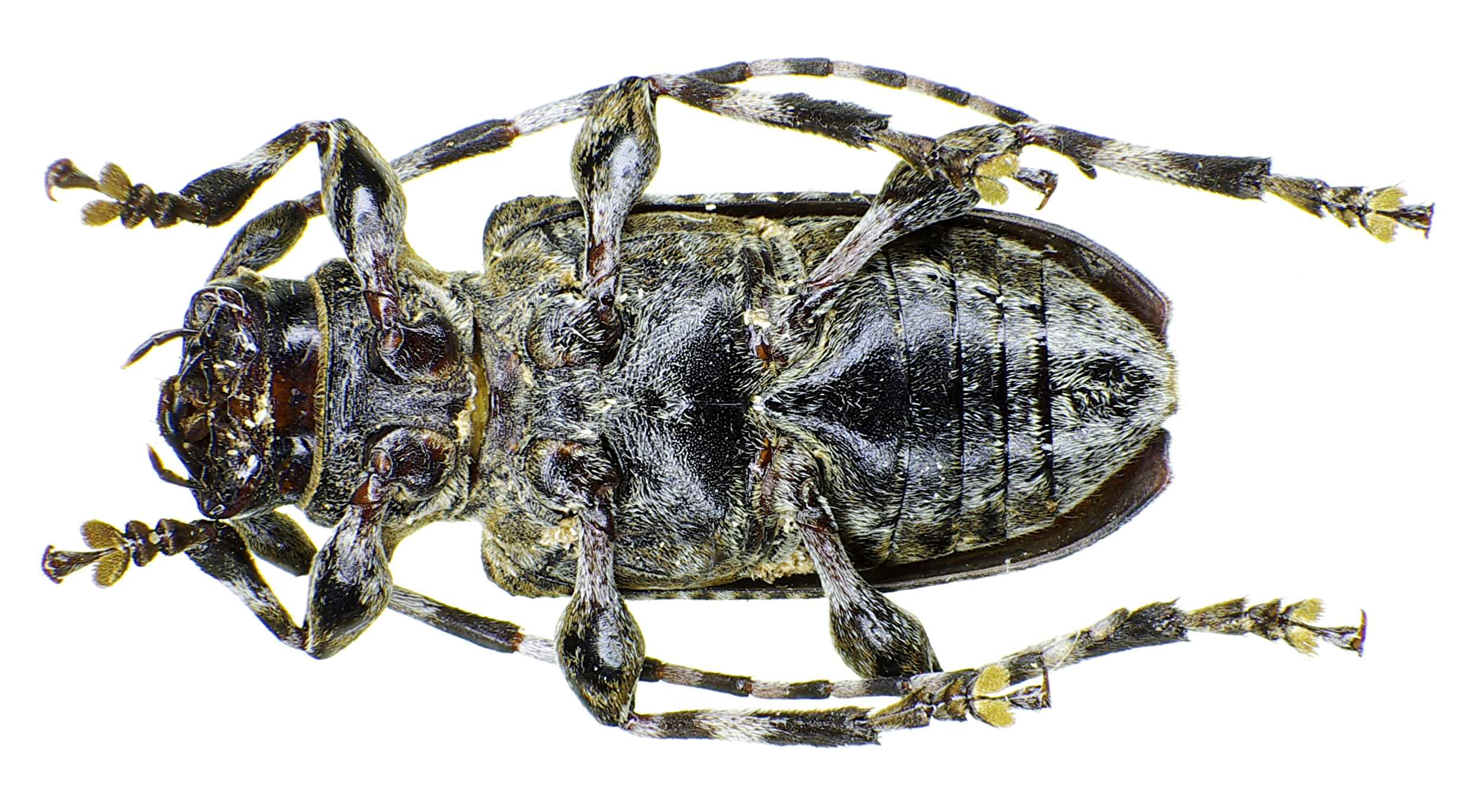
Aegomorphus clavipes
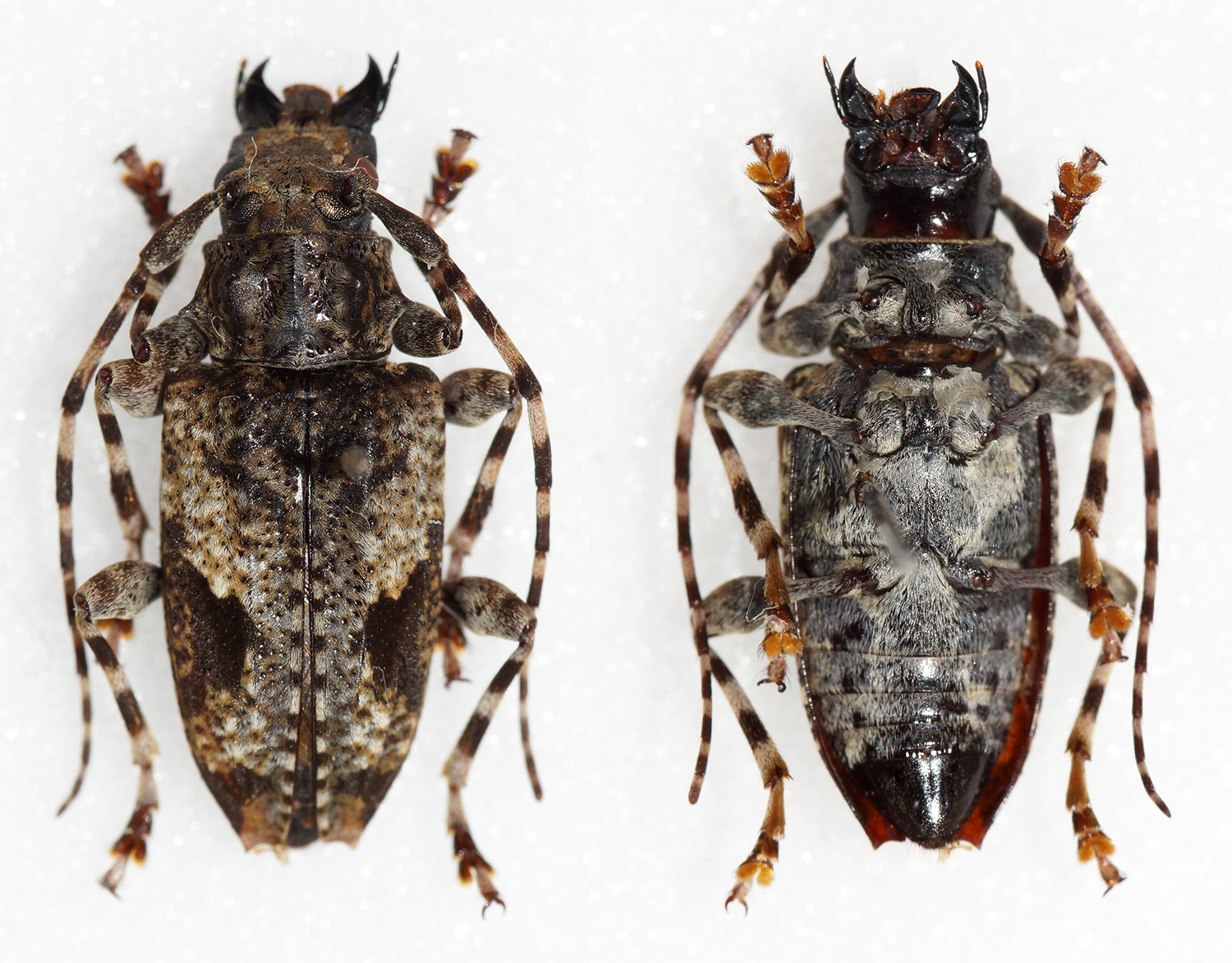
Aegomorphus jaspideus
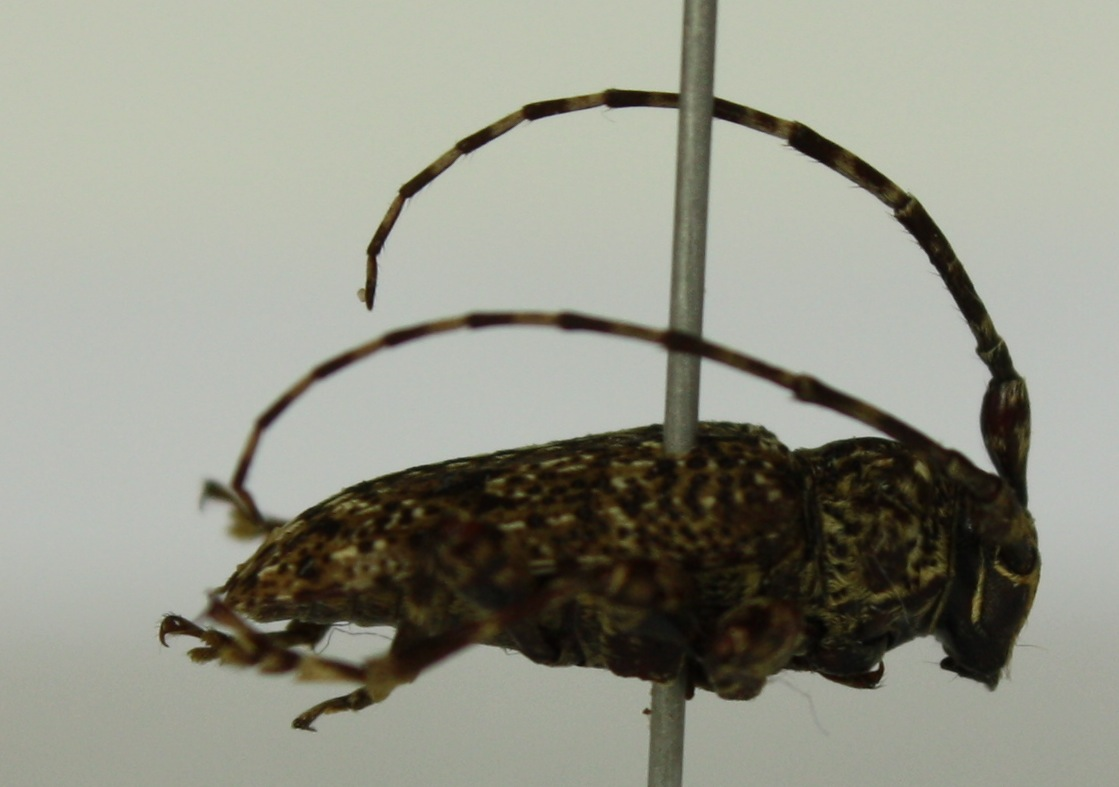
Aegomorphus maculatissimus
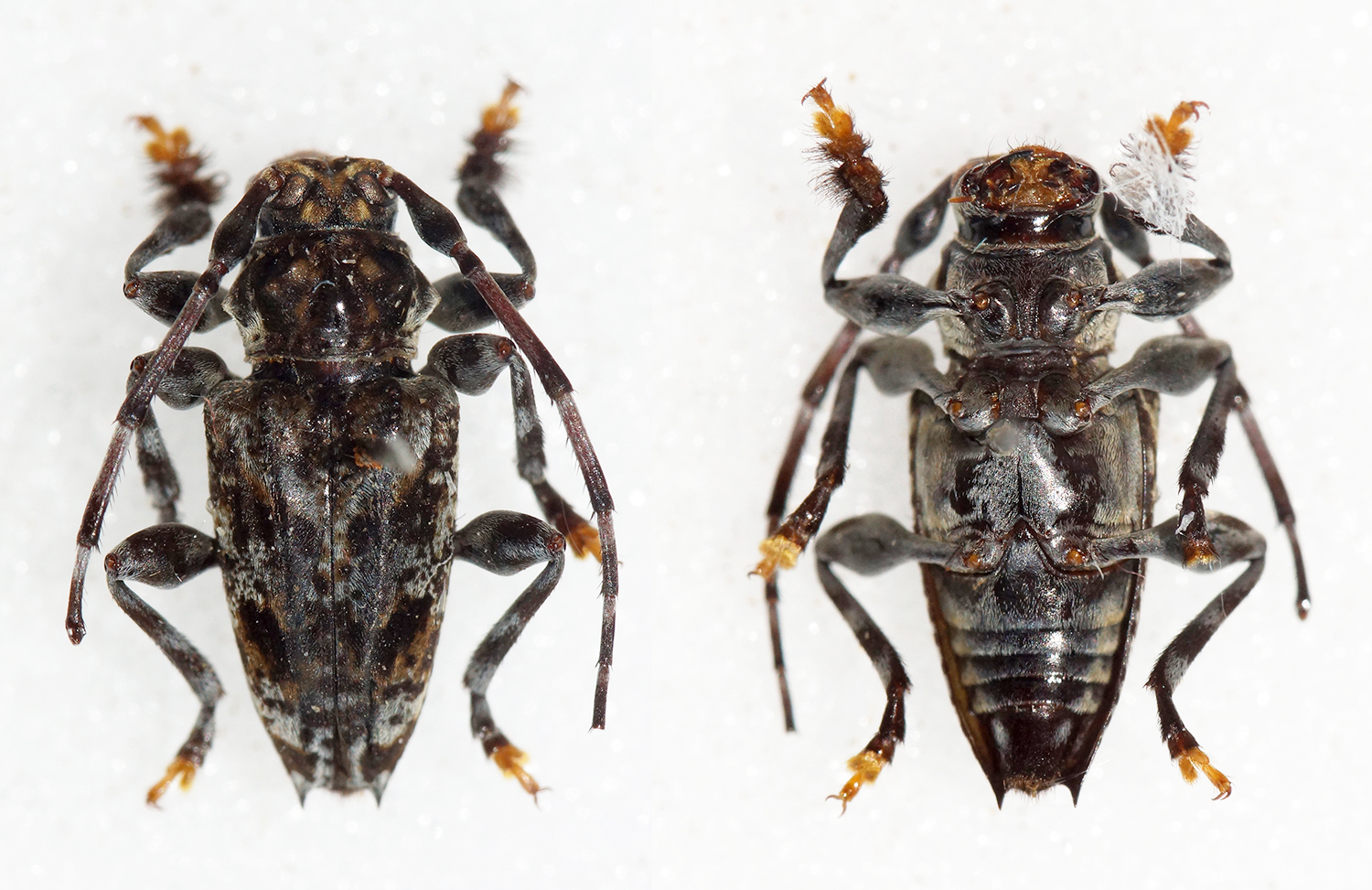
Aegomorphus meleagris
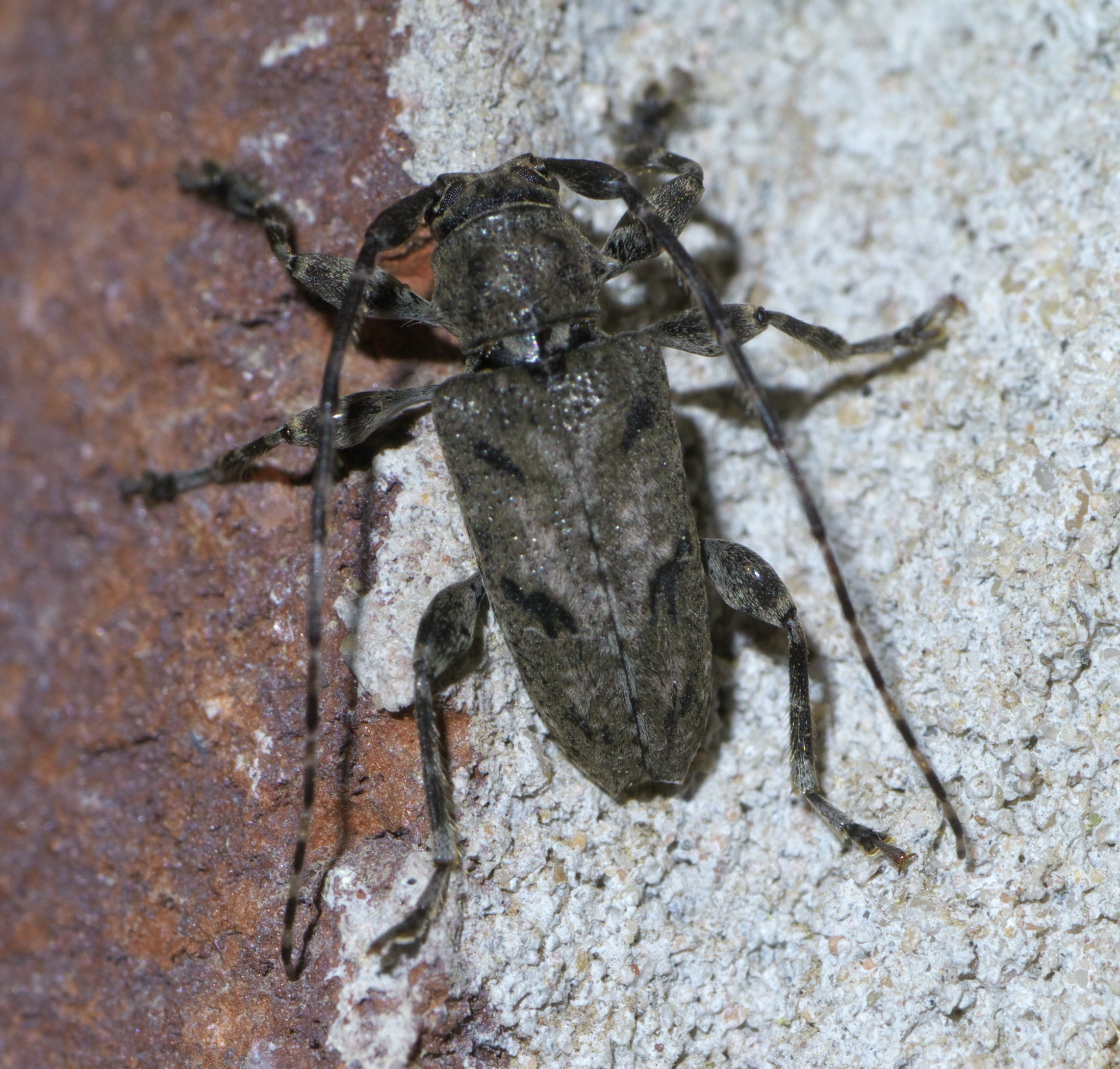
Aegomorphus modestus
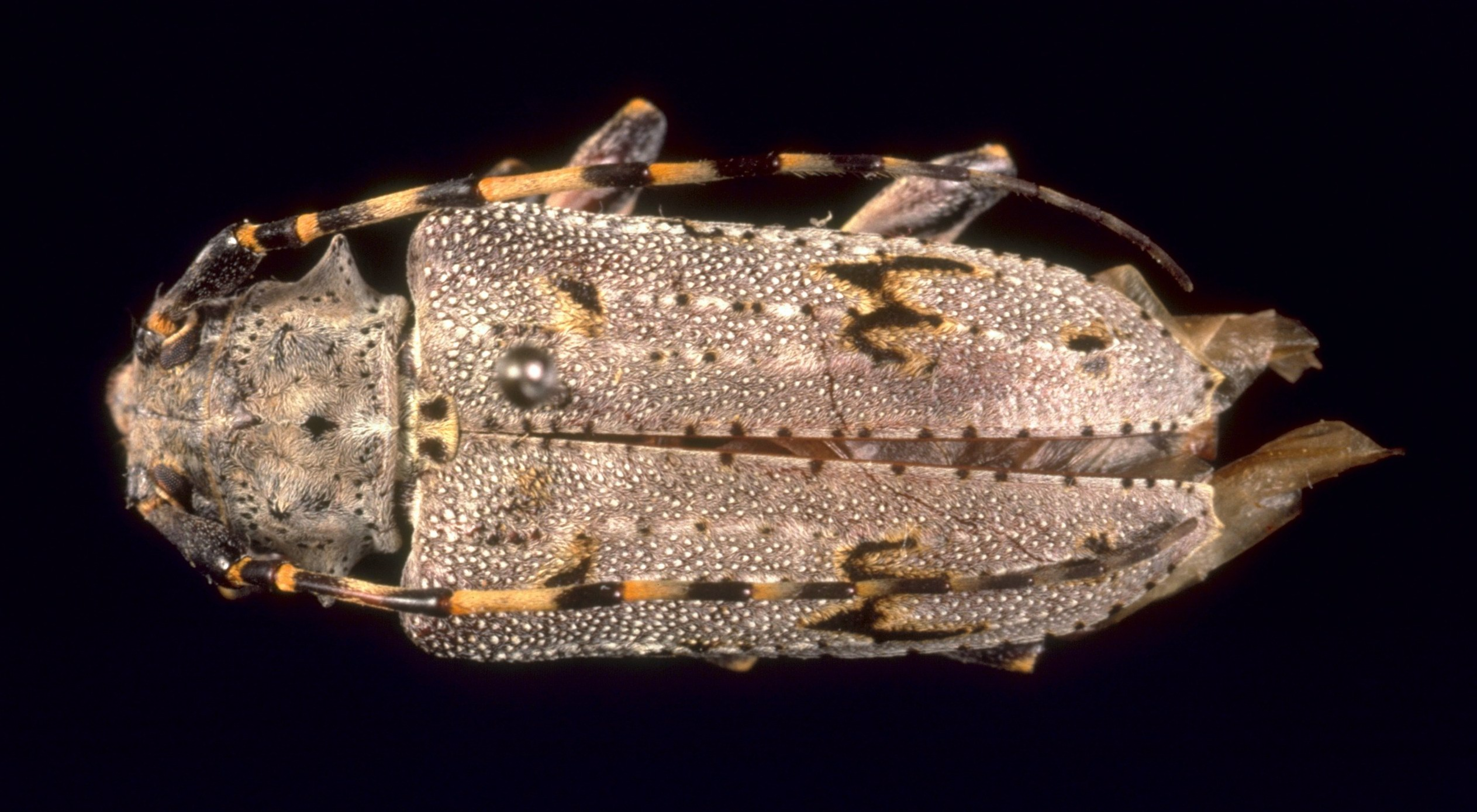
Aegomorphus morrisi
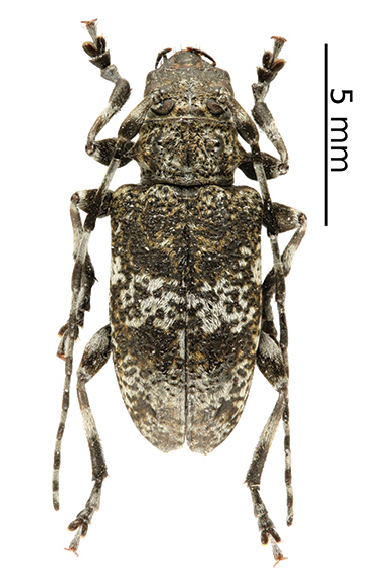
Aegomorphus obscurior
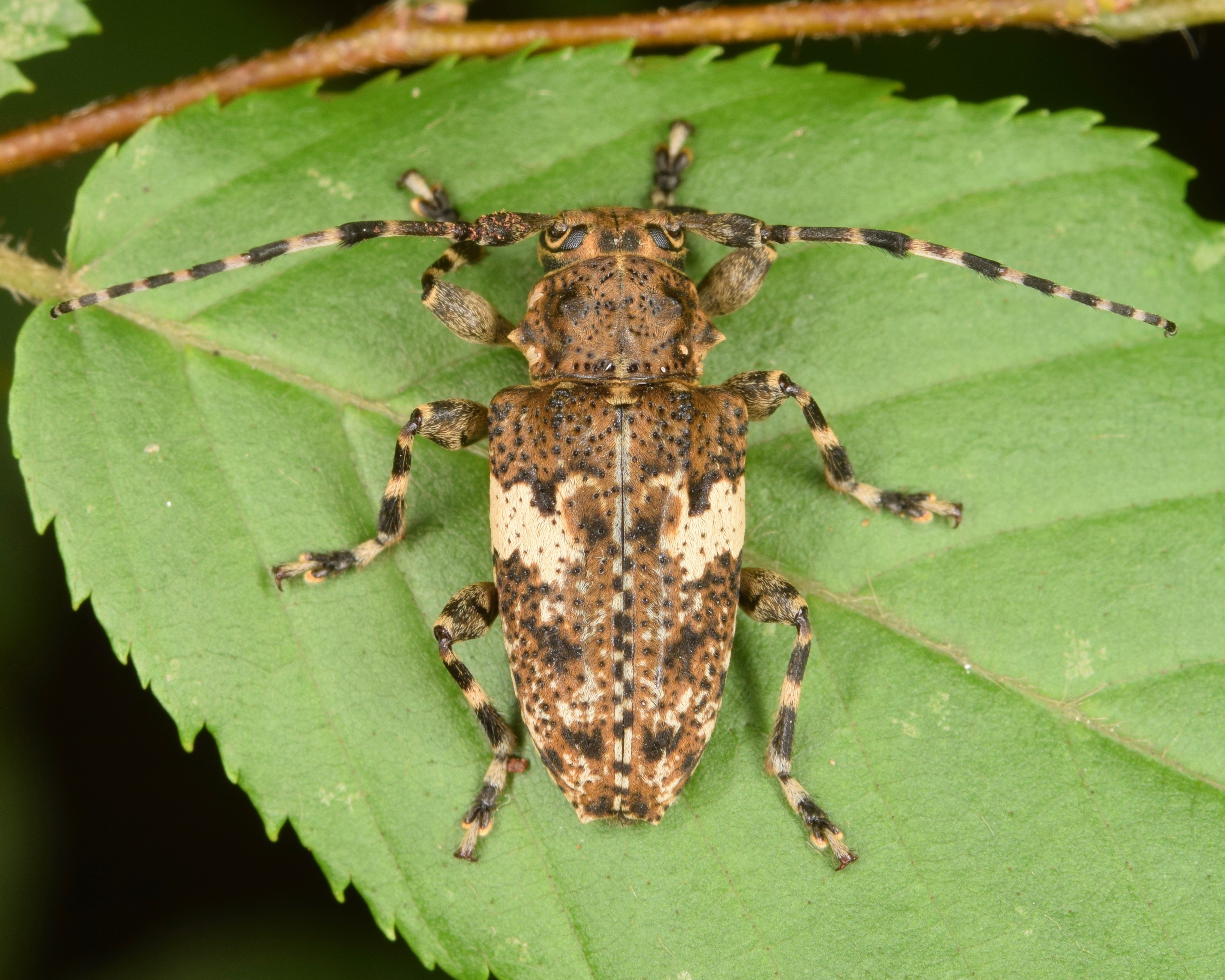
Aegomorphus quadrigibbus
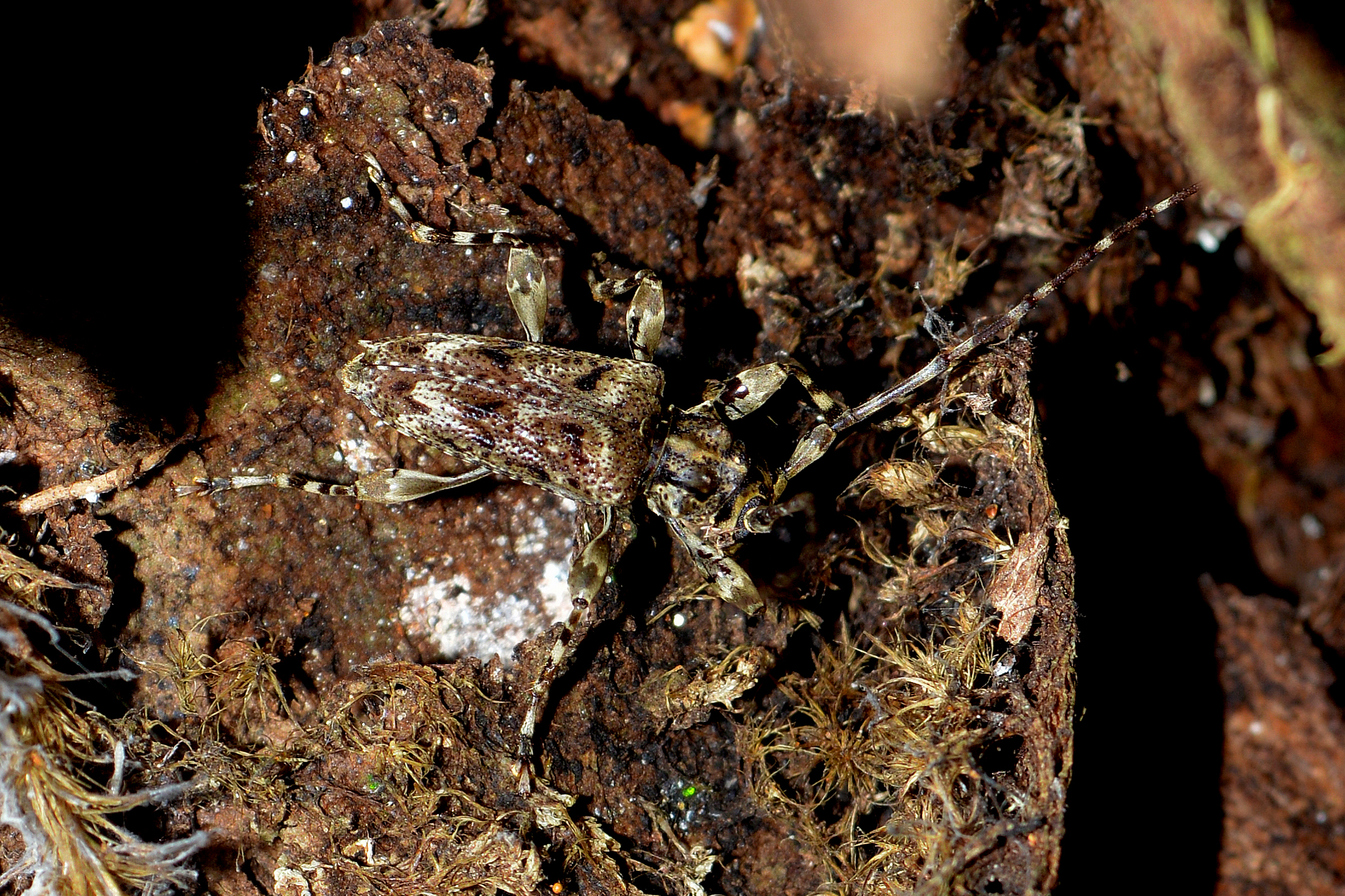
Aegomorphus sp.
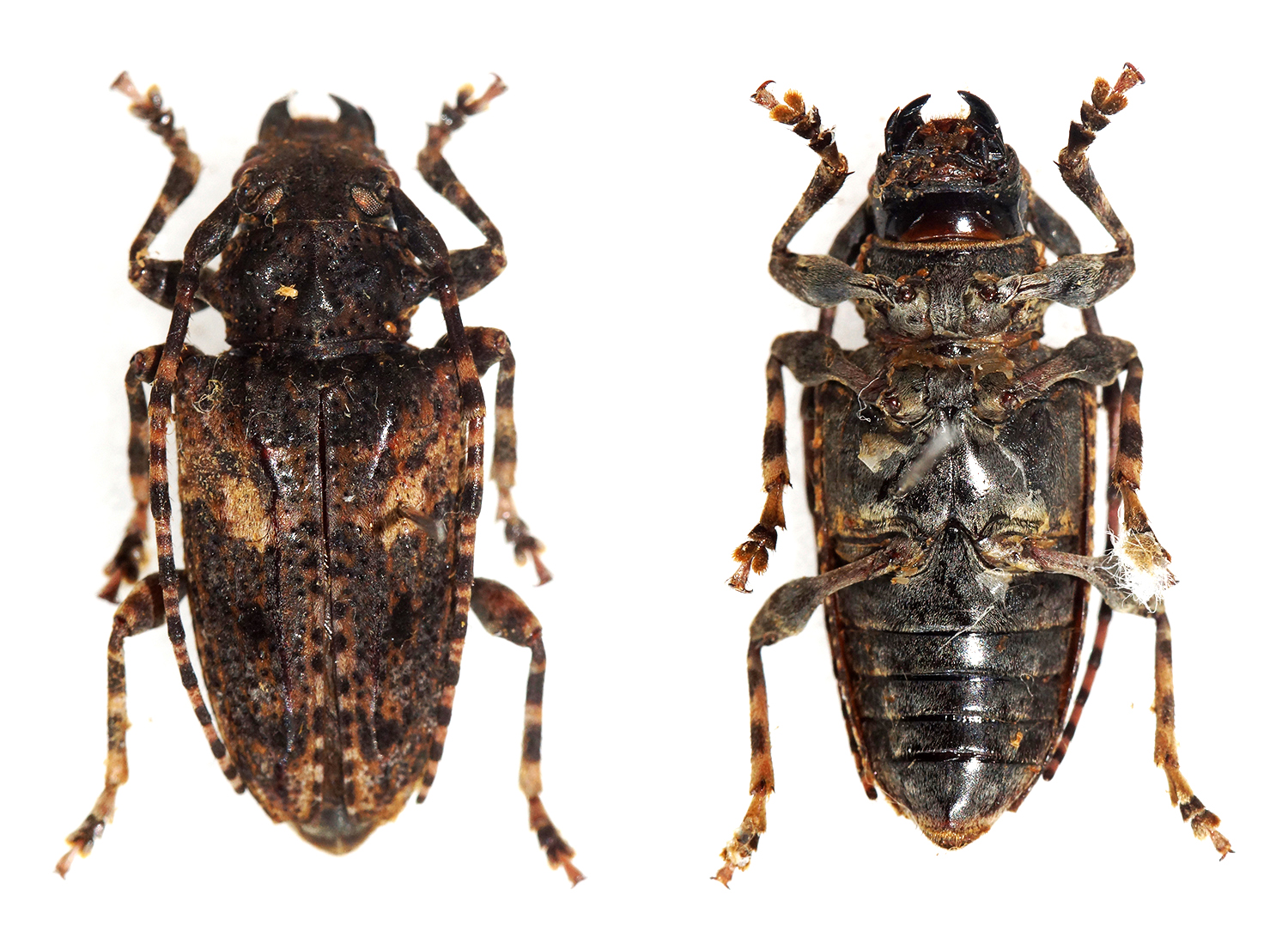
Aegomorphus albosignus

## Especies
- Aegomorphus albosignus Chemsak & Noguera, 1993
- Aegomorphus antonkozlovi Santos-Silva, Nacsimento & Silva Júnior, 2020
- Aegomorphus arietis (Bates, 1885)
- Aegomorphus arizonicus Linsley & Chemsak, 1985
- Aegomorphus atrosignatus (Melzer, 1932)
- Aegomorphus auratus (García López, Nascimento & Martínez Hernández, 2019)
- Aegomorphus bezarki (Santos-Silva & Galileo, 2016)
- Aegomorphus bicuspis (Germar, 1823)
- Aegomorphus bimaculatus (Fuchs, 1958)
- Aegomorphus binocularis (Martins, 1981)
- Aegomorphus bivittus (White, 1855)
- Aegomorphus borrei (Dugès, 1885)
- Aegomorphus brevicornis (Zajciw, 1964)
- Aegomorphus brunnescens (Zajciw, 1963)
- Aegomorphus carinicollis (Bates, 1880)
- Aegomorphus cerdai (Tavakilian & Néouze, 2013)
- Aegomorphus chamelae Chemsak & Giesbert, 1986
- Aegomorphus chrysopus (Bates, 1861)
- Aegomorphus circumflexus (Jacquelin du Val, 1857)
- Aegomorphus clavipes (Schrank, 1781)
- Aegomorphus clericus (Bates, 1880)
- Aegomorphus comptus (Marinoni & Martins, 1978)
- Aegomorphus coniferus (Zajciw, 1963)
- Aegomorphus consentaneus (Thomson, 1865)
- Aegomorphus contaminatus (Thomson, 1865)
- Aegomorphus corticarius (Tippmann, 1960)
- Aegomorphus cunninghami Heffern, Santos-Silva & Botero, 2022
- Aegomorphus cylindricus (Bates, 1861)
- Aegomorphus doctus (Bates, 1880)
- Aegomorphus excellens (Zajciw, 1964)
- Aegomorphus flavitarsis (Fuchs, 1962)
- Aegomorphus francottei Sama, 1994
- Aegomorphus galapagoensis (Linell, 1899)
- Aegomorphus galapagoensis vonhageni (Mutchler, 1938)
- Aegomorphus galapagoensis williamsi (Linsley & Chemsak, 1966)
- Aegomorphus geminus (Galileo & Martins, 2012)
- Aegomorphus gigas (Galileo & Martins, 2012)
- Aegomorphus grisescens (Pic, 1897)
- Aegomorphus hebes (Bates, 1861)
- Aegomorphus homonymus (Blackwelder, 1946)
- Aegomorphus inquinatus (Bates, 1872)
- Aegomorphus irumus Galileo & Martins, 2011
- Aegomorphus itatiayensis (Melzer, 1935)
- Aegomorphus jaspideus (Germar, 1823)
- Aegomorphus juno (Fisher, 1938)
- Aegomorphus krueperi (Kraatz, 1859)
- Aegomorphus laetificus (Bates, 1880)
- Aegomorphus lanei (Marinoni & Martins, 1978)
- Aegomorphus langeri (Martins, Santos-Silva & Galileo, 2015)
- Aegomorphus lateralis (Bates, 1861)
- Aegomorphus lengii (Wickham, 1914)
- Aegomorphus leucodryas (Bates, 1880)
- Aegomorphus longipennis (Zajciw, 1963)
- Aegomorphus longispinis (Bates, 1861)
- Aegomorphus longitarsis (Bates, 1880)
- Aegomorphus lotor (White, 1855)
- Aegomorphus luctuosus (Bates, 1880)
- Aegomorphus maccartyi (Chemsak & Hovore, 2002)
- Aegomorphus maculatissimus (Bates, 1861)
- Aegomorphus magnus (Marinoni & Martins, 1978)
- Aegomorphus meleagris (Bates, 1861)
- Aegomorphus mexicanus Martins, Santos-Silva & Galileo, 2015
- Aegomorphus modestus (Gyllenhall, 1817)
- Aegomorphus morrisi (Uhler, 1855)
- Aegomorphus mourei (Zajciw, 1964)
- Aegomorphus nearnsi (Martins & Galileo, 2010)
- Aegomorphus nigricans (Lameere, 1884)
- Aegomorphus nigromaculatus (Fuchs, 1958)
- Aegomorphus nigropunctatus (Tippmann, 1960)
- Aegomorphus nigrovittatus (Zajciw, 1969)
- Aegomorphus nogueirai Heffern, Santos-Silva & Botero, 2022
- Aegomorphus obscurior (Pic, 1904)
- Aegomorphus pantherinus (Tavakilian & Néouze, 2013)
- Aegomorphus peninsularis (Horn, 1880)
- Aegomorphus penrosei (Chemsak & Hovore, 2002)
- Aegomorphus pereirai (Prosen & Lane, 1955)
- Aegomorphus peritapnioides (Linsley, 1958)
- Aegomorphus phasianus (Bates, 1861)
- Aegomorphus pigmentatus (Bates, 1861)
- Aegomorphus pinima (Galileo & Martins, 2006)
- Aegomorphus piperatus (Gahan, 1892)
- Aegomorphus piraiuba (Martins & Galileo, 2004)
- Aegomorphus polystictus (Bates, 1885)
- Aegomorphus pseudosatellinus (Tavakilian & Néouze, 2013)
- Aegomorphus purulensis (Bates, 1885)
- Aegomorphus quadrigibbus (Say, 1831)
- Aegomorphus ramirezi (Chemsak & Hovore, 2002)
- Aegomorphus ridleyi (Waterhouse, 1890)
- Aegomorphus rileyi (Tavakilian & Néouze, 2013)
- Aegomorphus robustus Santos-Silva, Botero & Wappes, 2020
- Aegomorphus rufitarsis (Kirsch, 1889)
- Aegomorphus satellinus (Erichson, 1847)
- Aegomorphus schmithi (Melzer, 1935)
- Aegomorphus signatus (Gahan, 1892)
- Aegomorphus socorroensis (Linsley, 1942)
- Aegomorphus travassosi (Monné & Magno, 1992)
- Aegomorphus vetustus (Bates, 1880)
- Aegomorphus wappesi (Galileo, Martins & Santos-Silva, 2015)